# Scranton (Kansas)
Pour les articles homonymes, voir Scranton.
La ville américaine de Scranton est située dans le comté d’Osage, dans l’État du Kansas. Elle comptait 710 habitants lors du recensement de 2010.

## Source
- (en) Cet article est partiellement ou en totalité issu de l’article de Wikipédia en anglais intitulé « Scranton, Kansas » (voir la liste des auteurs).